# Sport Comércio e Salgueiros
Sport Comércio e Salgueiros je portugalsko športsko društvo, 
Osnovano je 11. prosinca 1911. Sjedište mu je u Paranhosu, u Oportu.
Pored nogometnog odjela, ovo športsko društvo ima i odjele za vaterpolu, rukomet, šah i laku atletiku.

## Vanjske poveznice
- Službene stranice na portugalskom  Arhivirana inačica izvorne stranice od 17. srpnja 2012. (Wayback Machine)
- Official Salgueiros' webpage - English  Arhivirana inačica izvorne stranice od 4. studenoga 2005. (Wayback Machine)
- Salgueiros' handball webpage  Arhivirana inačica izvorne stranice od 20. veljače 2007. (Wayback Machine)
- Alma Salgueirista's webpage  Arhivirana inačica izvorne stranice od 17. svibnja 2006. (Wayback Machine)